# Amblyteles
Genre
Amblyteles est un genre d'insectes hyménoptères de la famille des Ichneumonidae.

## Liste d'espèces
Selon Catalogue of Life (23 aout 2021) :
- Amblyteles arcticus Roman, 1913
- Amblyteles armatorius (Forster, 1771)
- Amblyteles armenus Meyer, 1927
- Amblyteles aterrimus Brischke, 1862
- Amblyteles contristans Rudow, 1888
- Amblyteles crudosus (Cresson, 1877)
- Amblyteles flavopictus Rudow, 1888
- Amblyteles karakurti Rossikov, 1904
- Amblyteles massiliensis Rudow, 1888
- Amblyteles nitidus Brischke, 1862
- Amblyteles pealei Cockerell, 1927
- Amblyteles sonani Uchida, 1932
- Amblyteles triguttatus Rudow, 1888
- Amblyteles varipes Rudow, 1888
- Amblyteles visseri Roman, 1935